# Dzięcioł zielony
Dzięcioł zielony (Picus viridis) – gatunek średniej wielkości ptaka z rodziny dzięciołowatych (Picidae). Zamieszkuje nieomal całą Europę oraz zachodnią Azję – od południowej Skandynawii i Wielkiej Brytanii po okolice Morza Śródziemnego i prawie po Ural na wschodzie oraz od północnego Iranu i Turkmenistanu do Kaukazu. To ptak osiadły. Nie jest zagrożony wyginięciem.

## Podgatunki i zasięg występowania
Międzynarodowy Komitet Ornitologiczny wyróżnia trzy podgatunki, podobnie jak autorzy HBW. Dawniej do podgatunków dzięcioła zielonego zaliczano także dzięcioła algierskiego (Picus vaillantii) i dzięcioła iberyjskiego (Picus sharpei), współcześnie klasyfikowane jako odrębne gatunki. Zasięg występowania w zależności od podgatunku:
- P. v. viridis Linnaeus, 1758 – dzięcioł zielony – Europa, od Wielkiej Brytanii i południowej Skandynawii na wschód po zachodnią Rosję, a na południe po Francję, północne Bałkany i Morze Czarne[4]
- P. v. karelini von Brandt, JF, 1841 – Włochy na wschód po Bułgarię, Azję Mniejszą, Kaukaz, północny Iran i południowo-zachodni Turkmenistan[4]
- P. v. innominatus (Zarudny & Loudon, 1905) – dzięcioł irański – skrajnie północno-wschodnia część Iraku oraz południowo-zachodni Iran (góry Zagros)[4]

W Polsce rozpowszechniony, ale nieliczny ptak lęgowy; lokalnie bywa średnio liczny. Spotkać go można w całym kraju prócz wysokich gór (stanowiska lęgowe odnajdowano na 700−900 m n.p.m.). Po ostrych zimach liczebność populacji może spaść dość znacznie.

## Charakterystyka

### Morfologia

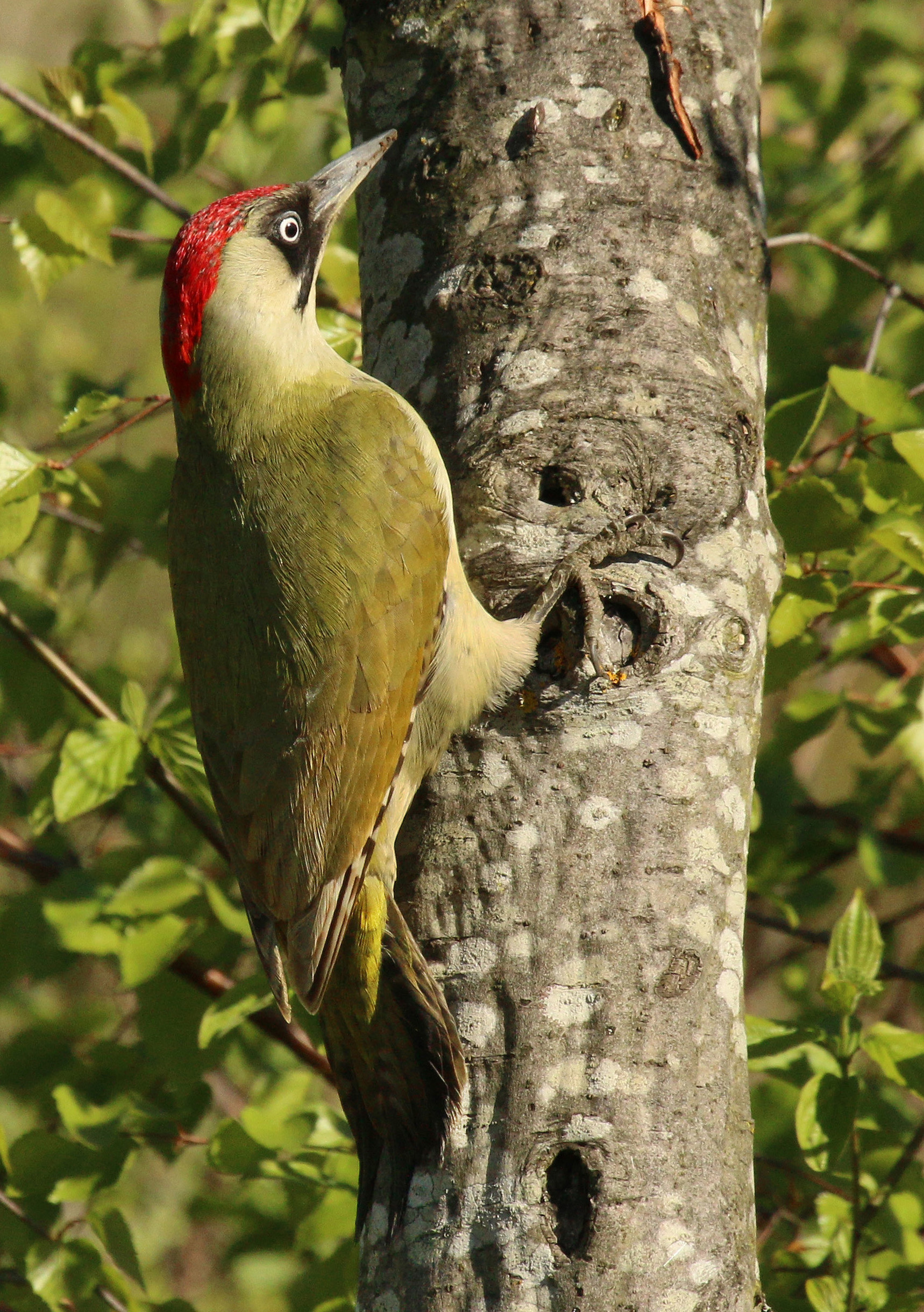
Samica

Większy od dzięcioła zielonosiwego (P. canus). Wśród polskich dzięciołów jest mniejszy tylko od dzięcioła czarnego (Dryocopus martius).
- długość ciała: 30–36 cm[8]
- rozpiętość skrzydeł: 45–51 cm[8]
- masa ciała: 138–250 g (ptaki podgatunku nominatywnego)[4]

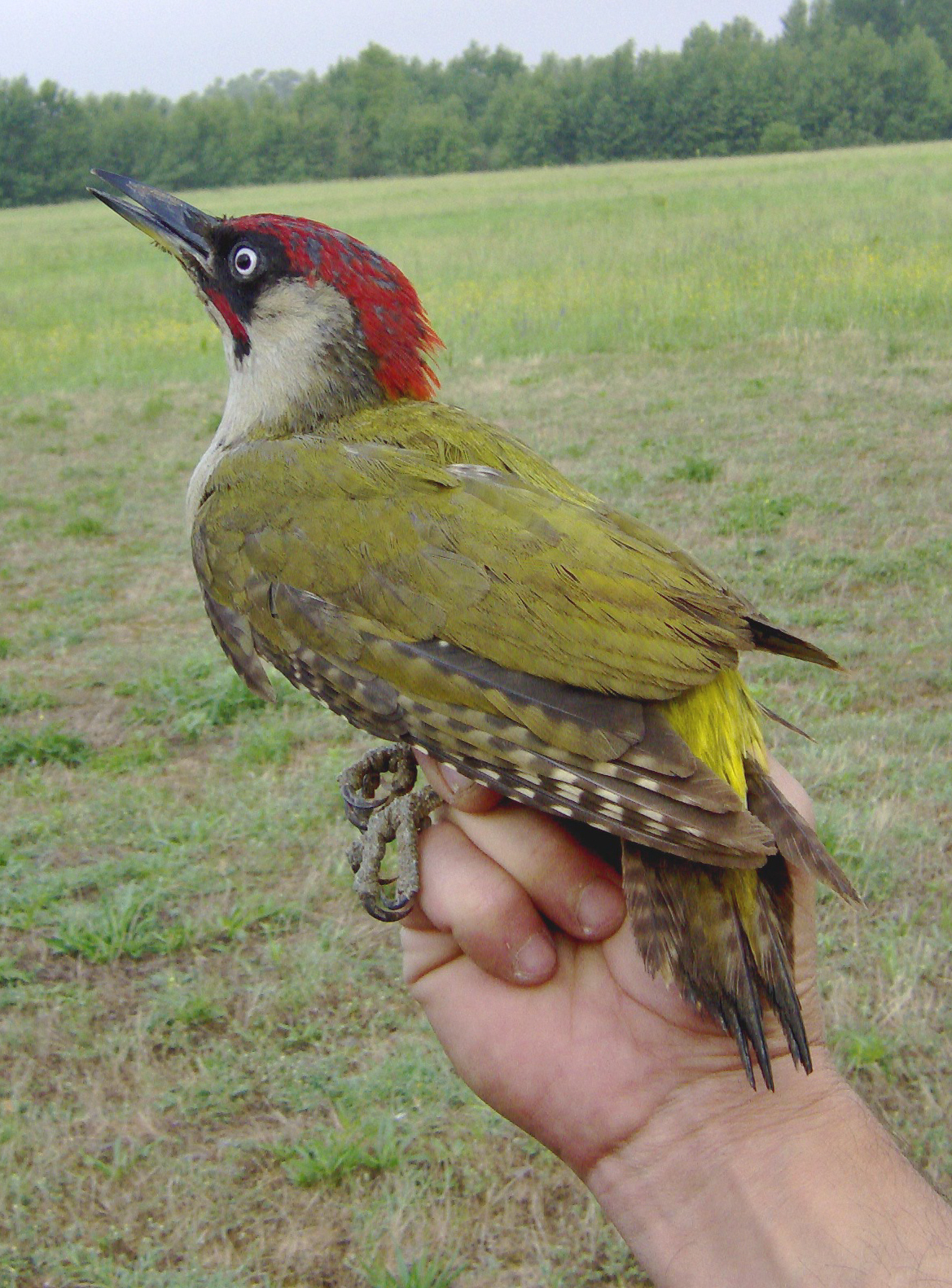
Samiec w czasie obrączkowania

Słabo zaznaczony dymorfizm płciowy – płcie odróżnia się po barwie „wąsów”, których pióra wokół kącików dzioba u samca są czerwone ciemno obwiedzione. Te różnice są już widoczne u wylatującego z gniazda potomstwa. Wierzch głowy, potylica oraz zajady czerwone, natomiast wokół oka czarna plama. Samica ma czarne zajady i mniejszą czerwoną czapeczkę. Wierzch ciała jasnozielony, brzuch i ogon szarozielony, kuper żółty. Od tych barw upierzenia wzięła się jego nazwa gatunkowa. Na lotkach i sterówkach barwa brunatna. Okolice oczu są czarne, a tęczówki niebieskie. Dziób i nogi ciemnoszare. U obu płci z iberyjskiego podgatunku P. viridis sharpei brak czarnej plamy wokół oka.
Osobniki młodociane są ubarwione podobnie do dorosłych, lecz całe upierzenie pokrywają ciemne plamy i prążki. Młodociane samce mają czerwony wąs, samice – czarny.

### Język i dziób
Język dzięcioła zielonego jest bardzo długi – osiąga do 14 cm długości i 4 mm szerokości. Jest bardzo ruchliwy, lepki i zakończony zrogowaciałym i pokrytym szczecinkami czubkiem. Taka budowa języka jest adaptacją do żywienia się mrówkami i ich larwami wydobywanymi ze szczelin i korytarzy.
Wyciągnięty kleisty język sięga nawet na 10 cm poza koniec dzioba (podobnie jak u dzięcioła zielonosiwego), jest od tego dzioba czterokrotnie dłuższy. Język w spoczynku jest owinięty wokół czaszki i dochodzi aż do jamy nosowej. Dziób jest dłutowaty, podobny do dziobów innych dzięciołów.

### Głos
Głos godowy to głośne, podobne do śmiechu (opadający chichot), melodyjne pogwizdywanie „kluji-kluji-kluji”. Tony są równej wysokości, nieznacznie przyspieszają, ale nie słabną na końcu. Głos ten wydawany jest na lęgowisku głównie o świcie (rzadziej w pozostałych porach dnia). Samica odzywa się nieco łagodniej. W locie przeraźliwe „kykykyk”. Rzadko bębni, serią krótką (ok. 1,5 sekundy), słabą i nierówną.

## Zachowanie
Ptak osiadły. Często przebywa na ziemi. Lata nisko i szybko; podczas falistego lotu widać żółty kuper. Między uderzeniami skrzydeł składa je całkowicie. W okresie zimowym „kąpie” się w puszystym śniegu, zostawiając widoczne ślady skrzydeł.

## Środowisko
Dzięcioł zielony to typowy europejski ptak leśny. Pierwotnie był związany z lasami łęgowymi. Obecnie zamieszkuje skraje świetlistych lasów liściastych i mieszanych, a także mniejsze zadrzewienia śródpolne, stare parki, sady i aleje, zwykle w pobliżu łąk, na których żeruje, również szpalery drzew wśród pól. W górach znaleźć go można w lesie iglastym. Preferuje doliny rzeczne. Spotykany często w zadrzewieniach wiejskich, niekiedy nawet w parkach miejskich, gdyż nie jest ptakiem płochliwym i obecność człowieka mu nie przeszkadza. Unika zwartych kompleksów leśnych, gdzie nie ma odpowiednich miejsc do założenia dziupli i właściwej ilości pokarmu. Wśród dzięciołów jest to gatunek najczęściej żerujący na ziemi.

## Pożywienie
Dzięcioł zielony żywi się zbieranymi na ziemi owadami, głównie różnymi gatunkami mrówek i ich larwami. Zimą rozkopuje mrowiska nawet do 1 m głębokości. Wiosną i latem zbiera mrówki także z pni drzew. Podobną dietę preferuje też blisko spokrewniony krętogłów. Rzadziej pożywia się innymi bezkręgowcami np. chrząszczami, świerszczami, gąsienicami, a wyjątkowo mięsistymi owocami i nasionami. Dzięcioł zielony w zimie nie gardzi pszczołami, wydłubuje dziury w ulach i wyjada owady.

## Lęgi

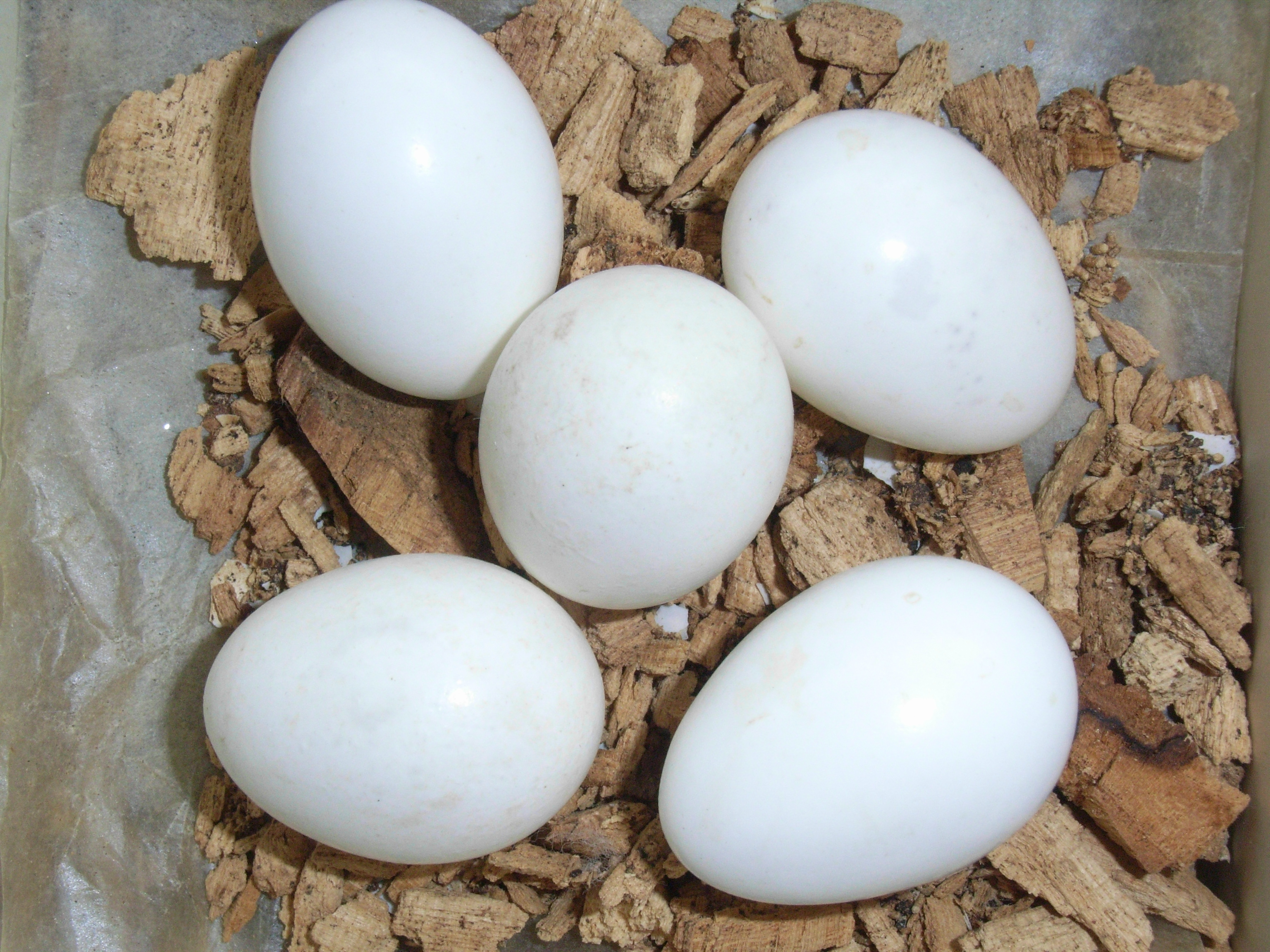
Jaja dzięcioła zielonego

Okres lęgowy trwa od kwietnia, lokalnie od marca, do czerwca. Pary są monogamiczne. Mogą łączyć się ze sobą nawet na całe życie.
Dziupla wykuta w miękkim drzewie, zwykle liściastym (olcha, osika, wierzba). Zazwyczaj umieszczona w połowie wysokości drzewa. Otwór wlotowy ma średnicę ok. 6,5 cm lub jest owalny, o szerokości 5 cm i wysokości 7,5 cm. Dziupla jest głęboka na 40–45 cm, a jej wykuwanie zajmuje parze dzięciołów 2 do 4 tygodni. Dzięcioł zielony korzysta także ze skrzynek lęgowych. Nie ma tak jak dzięcioł czarny dużego pędu do wykuwania nowych dziupli, dlatego też z jednej dziupli może korzystać przez kilka lat.
W zniesieniu 5 do 7 białych jaj o średnich wymiarach 23 × 31 mm. Niekiedy liczba jaj może dochodzić do 9, a nawet 11. Świeżo po zniesieniu są białe i bardzo błyszczące. W trakcie wysiadywania próchno powoli farbuje jaja, toteż stają się coraz bardziej brązowe.
Jaja wysiadywane są przez okres około 19–20 dni przez obydwoje rodziców.
Początkowo nagimi pisklętami, gniazdownikami, opiekują się oboje rodzice. Mają słabo rozwinięty układ termoregulacji organizmu i rodzice muszą stale je ogrzewać przez pierwsze 7 dni. Rosną jednak szybko, a po miesiącu są już lotne. Przy żebraniu o pokarm odzywają się ochrypłym zgrzytem. Opuszczają one gniazdo po około 21 dniach, są jeszcze potem dokarmiane przez rodziców w ciągu 4–6 tygodni. Szybko stają się jednak samodzielne.

## Status i ochrona
Międzynarodowa Unia Ochrony Przyrody (IUCN) klasyfikuje dzięcioła zielonego jako gatunek najmniejszej troski (LC – Least Concern). Liczebność światowej populacji, obliczona w oparciu o szacunki organizacji BirdLife International dla Europy z 2015 roku, mieści się w przedziale 1,2–2,3 miliona dorosłych osobników. Trend liczebności populacji uznaje się za rosnący.
W Polsce dzięcioł zielony jest objęty ochroną gatunkową ścisłą. Wymaga ochrony czynnej. Na Czerwonej liście ptaków Polski został sklasyfikowany jako gatunek najmniejszej troski (LC). Według szacunków Monitoringu Pospolitych Ptaków Lęgowych, w latach 2008–2012 populacja lęgowa dzięcioła zielonego w Polsce liczyła 15–26 tysięcy par, a w latach 2013–2018 – 28–43 tysiące par. W latach 2000–2016 ptak ten bardzo silnie zwiększył liczebność i rozpowszechnienie – średnio po około 8% rocznie.